# 赛义德·穆罕默德·阿赫桑
赛义德·穆罕默德·阿赫桑（烏爾都語： 1920年12月—1989年）:47 暱稱“七七”或者007(Double Seven&007)，是巴基斯坦海军的三星级海军上将、政治家。曾任巴基斯坦海军司令，从1966年到1969年擔任海軍司令。他是阿尤布·汗总统最信任的同僚。
他出生在今天印度的海得拉巴邦，來自一個信仰伊斯蘭教的泰盧固人家庭。在第二次世界大战期间作为一名海军军官参加了英国皇家海軍，后来在1947年印度被英国分割后成为巴基斯坦公民。他在建立三军情报局的過程中发挥了关键作用，并在1965年与印度的战争中再次服兵役。
1966年，阿赫桑担任海军司令，采取了建立海军特种部队、扩大海军情报能力和海军现代化等举措。
在那之后，他曾短暂地在叶海亚·汗总统的政府中担任财政部长。1969年9月1日，阿赫桑中将就任东巴基斯坦總督，直到1971年3月7日因為反對在探照燈行動中鎮壓平民而辞职以示抗议。此後他被調回西巴基斯坦並退出現役，1975年短暫出任巴基斯坦国家航运公司董事长，1976年正式退休。